# Шосе A9 (Латвія)
Шосе A9, Рига (Скулте)-Лієпая, також відоме як Лієпайське шосе — є першокласним латвійським шосе, яке з'єднує столицю Латвії Ригу з третім за величиною містом Латвії Ліепаєю.
Довжина становить 199,3 км, із загальної протяжності доріг 15,4 км припадає на міста. По всій довжині траса покрита асфальтобетоном. Має смуги 1x1 по всій довжині. Поточне обмеження швидкості — 90 км/год. Планується, що близько 2020 року всі перехрестя з A9 на ділянці від Риги до Яунберзе будуть видалені, а замість них будуть побудовані дворівневі, з можливістю розширення A9 до смуг 2x2 у майбутньому від Риги до Яунберзе. Середній AADT на A9 у 2015 році становив 5379 автомобілів на день.